# CYBORGじいちゃんG
『CYBORGじいちゃんG』（サイボーグじいちゃんジー）は、土方茂（現 小畑健）による日本の漫画。1987年と1988年の読みきり掲載を経て、1989年に『週刊少年ジャンプ』（集英社）にて連載された。全31話。単行本は全4巻、復刻版全2巻、文庫版全2巻。

## 作品概要
農作業用サイボーグに生まれ変わった主人公・壊造時次郎＝サイボーグじいちゃんGが、迫りくるライバル科学者社礼頭毒郎およびその手下や悪人と戦うギャグ漫画。ナンセンスと「田舎のじーちゃん」と「サイボーグ」を組み合わせるなどのギャップを武器としたギャグ展開をパターンとする。
ギャグ一辺倒で続いていたが、サイボーグ同士のバトルやところどころにシリアスストーリーが挿入されていった。特に、最終回近辺はGちゃんと社礼頭の戦時中の国家によるサイボーグ開発計画に端を発する因縁やそれに伴うばーちゃんを交えた過去の三角関係など、それまでのギャグ路線からは一変して、シリアスとバトルが所々にギャグを交えながらも展開されていった。
作者はジャンプリミックスでの刊行時のコメントでは「いまみるとサイボーグじいちゃんはまんまデザイン亀仙人でしたね（笑）」と語っていた。また、連載終了から数年後に秋本治は「もっと続いてほしかった」とコメントしており、『こちら葛飾区亀有公園前派出所』でも両津勘吉が同様の台詞を口にしている。
先行して雑誌『アニメック』1984年8月増刊号『まんがアニメック 3』にアニメーターの田中達之が「サイボーグおじいちゃん」という短編を「昭島英之」名義で発表しており、田中はこれを元ネタと考えている（ツイッターでの発言）。小畑がこれを読んでいたかどうかは不明。

## 主な登場人物

### 壊造一家
壊造時次郎（かいぞう ときじろう） / サイボーグじいちゃんG
本作品の主人公。70歳。農夫にして天才科学者だったが、物語開始から農作業用サイボーグになった。趣味は盆栽いじりと改造手術。総入れ歯である。愛煙家であり、愛用のタバコの銘柄はエコー。エコーには強いこだわりを持ち、マイルドセブン（現 メビウス）を吸っていた不良学生を「そんなものがタバコといえるかバカ者! エコーを吸え! エコーを!!」と叱責した。
敬などには自分を「Gちゃん」と呼ばせる。「じいちゃん」は当人のこだわりにより駄目。表札も「壊造時G郎」に書き換える。
ボディにはガトリング砲やレーザー砲、丸鋸やミサイルなど、さまざまなカラス撃退用の装備が内蔵されている。脳は臀部に格納されているが、うっかりみそ漬けにしてしまったこともある。
主として畑作、畜産、食肉加工も含む農業に相当な拘りがあり、たとえ住宅地の道路であっても畑に変える。非常に人情に弱く、困った人を見過ごせない性格ではあるものの、警官を成敗して強盗を助けたり、ちょっとした怪我でもサイボーグ化するなど、かなり行き過ぎている。
大学時代は天才と呼ばれ、卒業後旧日本陸軍技術研究所に所属。地方の出身で、社礼頭曰く田舎者。しかし社礼頭毒郎にも匹敵する才能を持ち、その部下として引き立てられ昇進した。改造人間の用途について、社礼頭の「飛行に特化する、双頭である、砲を持つなどといった兵器としての軍事用途」と、時次郎の「農作業や身体の不自由の補助など人を救う用途に使うべき」という意見が衝突。喜由を巡る確執もあり、社礼頭の手引きで構想では全身が装甲され、片手がドリル、片手がクリップアームとなった軍事用改造人間に改造されかけたことから離反する。この際左腕をサイバーアームにされ、事実上隻腕となる。
少年期の容貌は丸刈りのごく普通の子供であるが、青年期は非常に美男子であり、孫娘ですらしびれるほど。
読み切り版では社礼頭の共同研究者であり、欺かれていたことを知って研究所に放火、この時盗み出した資料を元にサイボーグ化を果たしたという設定だった。
壊造喜由（かいぞう きゆ） / サイバーメタル・アイアンばあちゃんQ
時次郎の妻。10年前に餅をのどに詰まらせ、慌てて外に出た所で車にはねられ、搬送先の病院で不死の病を患っていることを知りショック死するという壮絶な死因にて一度亡くなっている。享年68。家族の誰もが恐れる老婆だった。
十回忌を期にGちゃんが20歳前後の姿で復活させようとしていたが、ガンテツが手術装置の一部を破壊してしまった為、サイバーメタルとして蘇った。またその際に復活装置がサイバーメタルとヘビーメタルを勘違いしたため、体の各所にトゲ付きリングが付いており、事有るごとに大音量で般若心経をメタル調で歌う。口調は「〜なのら」。後にガンテツの改造手術により、不完全ではあるが若いころの時次郎に負けず劣らずの美女であるヤング・バージョンに変身することができるようになった。なお、結婚後の老化の経過がコミックスの巻末で時次郎、ガンテツとともに描かれている。旧姓は伊集院。完全なヤング・バージョン時は見た目に合った性格・口調になる。若いころには足の病で歩行が不自由だった。
夫である時次郎を真摯に愛しており、最後の決戦の際にエネルギー切れを起こしたGちゃんに「あなたが老いたのなら私も老いたままでいい」と告げて自分のエネルギーを分け与えた。また若き日のエピソードでも社礼頭からの求婚を拒み、時次郎と共に農業をしていく事を固く決意している。
読み切り版では社礼頭の手によって「鉄人ばあちゃんβ」として蘇生改造された。
平成ガンテツ号（へいせいガンテツごう）
Gちゃんが作った、スーパー農作業用サイバードッグ。Gちゃんの武器に変身するだけでなく、ジェットスキー、サブマリン、ガンテツカーやはたまたテーブル胡椒等、どんなメカにも変形できるが、老い先が短いのと視力の老化が弱点である。「シッシッシッ」と鳴き、回想する時は「もわんもわん」という擬音が鳴る。連載後期では完全な二足歩行となる。サイバードッグにはガンテツの嫁として製作された四体が他に存在する。
壊造英一（かいぞう えいいち）
壊造家の父。39歳。時次郎の長男。元々は農業を営んでいたが、上京してサラリーマンになった。美女に弱い性格。最終回で指先からタバコ点火用火炎放射をする機構を備えた「サイボーグ父ちゃんH」に改造される。
壊造優（かいぞう ゆう）
壊造家の母。36歳。主婦。美人だが涙もろい性格。英一や子供たちのことを深く愛しているが、愛しすぎてケンカしてしまうこともしばしば。最終回で胸部に調理器具つきのアームを仕込まれた「サイボーグ母ちゃんU」に改造される。
読切では名前は「壊造喜由」となっており、ラストで「サイボーグ母ちゃんU」に改造された。
壊造哀（かいぞう あい）
壊造家の長女。15歳。心優しい娘だったがGちゃんのせい（ただし半分は社礼頭の孫・否作のせい）でグレてしまい、非常に口が悪い。最終回で尻に痴漢撃退用のトラバサミを内蔵した「サイボーグ姉ちゃんI」に改造される。
読切でははじめからグレている。
壊造敬（かいぞう けい）
壊造家の長男。11歳。普通の元気な小学生だったがGちゃんが授業参観にかこつけて余計な介入をしたせいでグレる。最終回でジェット機の飛行する高度にまで上昇できる飛行能力を持った「サイボーグクソガキャK」に改造される。グレる以前からGちゃん及びサイボーグ化には憧れており、改造された事に対しては家族で一番順応が早かった。
世界堂絶人（せかいどう ぜっと） / サイボーグハンターZ
小学校時代に流行のアニメ番組を見られなかったルサンチマンからサイボーグを憎むようになり、小学校卒業後4年間修行してきたサイボーグハンター。とはいっても、サイボーグをハントした事は一度もない。16歳。
実績の無さから対Gちゃんの刺客を募った社礼頭には切り捨てられるが、台所用品を改造した武装を駆使した武器の威力や、これらを駆使した戦闘力はそれなりであり、オナベ・ソーサーによって一般人一人に片腕切断の重傷を負わせており、機関砲の弾丸をフライパンで叩き落とすなど驚異的な身体能力を持つ。弱点は女性に対する免疫が全く無い事で、女に触れるだけでなく近距離にいるだけで鼻血が出てしまうほど。Gちゃんの弟子になり、壊造家（の犬小屋）に居候する。この時中学校に通い始める。しかし、幼少期から厳しくしつけられてきたせいで、おままごとをしたがるなど非常に子供っぽい性格。
最終回で念願かなってサイボーグになるが、大きい事と以前の格好そのままに改造されていてカッコ悪いからという理由でサイボーグごっこでは常に悪者の役をやらされることとなる。

### 社礼頭一家
社礼頭毒郎（しゃれこうべ どくろう）
軍事兵器用サイボーグを開発しようとしている科学者。77歳。かなりボケが進行しており毎回Gちゃんに返り討ちに遭うマヌケな敵役である。若い頃は陸軍技術研究所の技師で喜由の許嫁であり、時次郎の上官だった。終盤のシリアス展開では、Gちゃんが誤って捨てた若返り薬「強力若人G」を拾って飲んだことで若返り、過去の能力を取り戻して覚醒する。なお､そのときの彼の姿は黒マントと白抜きのドクロが描かれた黒い服を着用していた。
過去の能力を取り戻した際には、鼻息や瞬きの風圧で高層ビルを倒壊させ、地団太を踏んだだけで新宿区全体を揺らすなどの凄まじいパワーを手に入れた。更に奥の手として、全身の排気口から暴風を放ち人工的に竜巻を作り出すなどの技も使用可能。
過去、悪の天才でもあり、時次郎に負けず劣らずの美男子でもあった。しかし、喜由を時次郎に奪われた際に顎に時次郎のロケットパンチをヒットされたことを契機として、知能が低下してろくな改造人間が作れなくなり（失敗作の被験者一名が説明シーンにて確認される）、ヤケ食いで太り、勉学に励み過ぎて近眼になり、みるみる髪は抜け落ちる、殴られたあとのコブが変形して頭が尖るといったさまざまな不幸に見舞われた結果、現在の姿となった。そのせいで回想シーン、ギャグシーンでは開発しているサイボーグのレベルに格段の差がある、Gちゃんの解剖図が幼稚園児の描いた絵風の想像図であるなど時次郎との落差が描かれることが多く、見得を切る際にはズボンのチャックが開いているなどバカであることが強調されているが、現在でも女子大の教授を務められるだけの知能は有しており、安全第一号やグレテンダーなど自律型ロボット兵器も開発するなど科学者としての能力を完全に失ったわけではない。またサイボーグハンターとしての実績のないゼットをあっさり切り捨てるなど人を見る目も確かである。
最終的にGちゃんに倒され、元のバカなジジイに戻った挙句サイバーボディを失い、ゼンマイ動力とゴム動力でやっとこ50馬力という（このほか食事も摂る）劣悪な性能の「はたらくサイボーグ社礼頭」に成り果て東京の復興に従事することとなる。それなりの財産を有していた描写があるが、破産したのかどうかは不明。口癖は「だべ」（老若共通）。オレンジジュースが好物である模様。
社礼頭否作（しゃれこうべ いなさく）
毒郎の孫。中学生でありながら、ミニ四駆に夢中になっており、それでいて生徒会長も務めている。選挙に勝利したのは毒郎と共同開発した洗脳メガホンの力によってであり、洗脳から覚めた女生徒たちには露骨に嫌われている。哀のことが好きだが、初めて会った時以来嫌われている。祖父と違ってシリアス展開でもマヌケなままであり、祖父の急変についていけずおろおろしていた。祖父同様、頭が尖っている。祖父が破滅した後も一緒に暮らし、東京の復興に従事する祖父に弁当を作っている。

### 改造手術被害者
長谷川さんちのタコばあさん
タコに似た顔の老婆。Gちゃんによって踏みつけられて気絶、改造されてタコの体に人間の頭が付いたような姿にされてしまう。
風速ババア
Gちゃんの改造手術によって風速で走ることが可能になった。コミックスでは和服の下の改造体も描かれた。
たかしくん
敬の同級生。Gちゃんによって脳を電子頭脳と入れ替えられてしまう。
このほか複数回、Gちゃんが一日に改造手術した人数を自慢するシーンが描かれており、合計すると20人以上が改造されている。

### サイボーグ、ロボット

#### Gちゃんの発明品
アーマード・トラクター
Gちゃんが人間時代に村長さんの依頼で製作した武装した農作業用トラクター。パワードスーツに変形し、操縦者の身を守る。
カカシのカッちゃん
人工知能と行動能力、言語能力を与えられたカカシ。こいつにもミサイルやガトリング砲が内蔵してある。人間の少女に恋をしてしまう。
ビデベエ
家のビデオデッキとテレビをベースにGちゃんが改造したロボット。頭にコードを繋ぐことで、その人物が見ている夢がどんなものかモニタに映し出すことが出来る。また、備え付けのビデオデッキに既存のビデオテープを入れることで、夢を改変することも可能。

#### 社礼頭が開発したもの
殺人兵器安全第一号
読切版に登場。社礼頭曰く「工事現場からはいしゃくして改造した」殺人兵器。パワーではGちゃんをも上回る。
不良ロボット グレテンダー
社礼頭が役に立たない機械から作り出した不良ロボット。3mほどの巨体で、連載の翌年には帝拳高校への入学が予定されていた。ガンとばし光線、うんこすわりプレッシャーなどの必殺技を持ち、パワーも強力だが、うんこすわりプレッシャー使用時には本当にウンコまでしてしまう欠点があり、自慢のリーゼントスタイルが乱れるとヘアスタイルを直すため戦闘に集中できなくなるのが弱点。
Gちゃんを破壊寸前まで追い詰めたものの、髪を早苗爆弾で爆破され、直している隙を突かれて粉々にされた。
自走砲装甲要塞小学校
社礼頭が敬の通う小学校を改造して作った要塞。ミサイルやキャノン砲などの火力とキャタピラによる移動が可能だが、Gちゃんのしょうもない技で破壊された。
公園兵器
公園の全ての遊具を合体させて作ったロボット。Gちゃんを追い詰めるものの、駆けつけたガンテツとのコンビネーションで破壊される。
町長さん
かつて懐造一家が住んでいた村の村長だった。第一話にてGちゃんに発注したアーマード・トラクターによって村を完全支配しようとした事件によって村長の地位を追われたうえにカカシに銃撃されて重傷を負い、Gちゃんに復讐するために社礼頭の改造手術を受けてサイボーグとなる。ただし、社礼頭には捨て駒と見なされており、麻酔なしで改造された上、その性能はGちゃんを苦戦させる程度に抑えられていた。Gちゃんに倒され廃品回収のトラックの荷台に落下し、以後消息不明。

### 悪人・モンスター
鬼教官
英一が通っていた自動車教習所の悪辣な教官。自称教習所の実力No.1教員で、最優秀教官賞、ベストガイ・ダンサー賞、ドライブ・アカデミー賞などの勲章を胸に着け威張っている。抵抗できないことをいいことに生徒を苛め抜く卑劣漢であり、常に鉄鞭を携えている乱暴者。愛車のチキチキバンバン号で教習を受けに来たGちゃんを苛めようとするもことごとく目論見が外れ、ガンテツの作った改造車に乗り込んでミサイルで吹き飛ばそうとしたが、Gちゃんに打ち返されて爆発に巻き込まれ失神した。所長ですら「この教官には参っていたのだ!」と発言するほど人望が無かったらしく、Gちゃんは即日運転免許と賞状が贈られることとなった。
アルセーヌ・ブルジョワーノ・フィリップ四世
老人の家庭ばかりを狙う怪盗。一度はGちゃんと喜由に懲らしめられるも、社礼頭の作ったゴキブリ型パワードスーツを着込みGちゃんに復讐しようと目論む。Gちゃんにはアブラカタブラヘップリ四世と呼ばれ名前を正しく覚えてもらえず、そのことでも憤慨していた。老婆を足蹴にしたことでGちゃんの怒りを買い叩きのめされ、「お年寄り怖い」と恐怖の言葉を残し足を洗う。その後は「山田一太郎」と名を変え真面目に働いている。
もうろく怪獣ジジラ
66年に一度現れる巨大怪獣。名前はゴジラのもじりで、身長57m・体重550tと『超電磁ロボ コン・バトラーV』のパロディ。腹部の吸い取り袋により、吸い込んだ人間の若さを吸収して老人にし、ジジラ自身が若返って「凶悪怪獣ジジラ」となる。自分の身長の6倍近い高さ（333メートル）の東京タワーを引っこ抜いて杖にして平然と歩く不条理な行動をし、前回出現時の1923年には関東大震災をおこした張本人という設定。
社礼頭によって南海の孤島から無理矢理復活させられ、若返った後には社礼頭を一蹴し東京を破壊しつくすが、ヤング・バージョンになったGちゃんと仲間たちにより倒され、元のもうろく怪獣に戻ってしまった。その後社礼頭からエネルギーを吸い取り南海の孤島に帰った。
坂本先生
哀が通う中学の新任の理科教師。生活指導担当で、狭量な性格の持ち主だったが、自らの身体をサイボーグ化し生徒を暴力で支配しようとした。右腕は麻酔入りの巨大注射器、目は0.3mm単位のズレも見抜くウルトラアイになっている。絶人に暴力を振るったことを知り駆け付けたGちゃんによってサイボーグボディを溶融させられ、かっこ悪いボディに移し替えられてしまう。
オマルコ=モーロ
イタリア出身のサイボーグ盗賊。身体の各部位をイタリアの観光名所を模したオブジェにしている。
先祖であるマルコ・ポーロの著書『東方見聞録』の大ファンで、日本を黄金の国と勝手に思い込んで来日した。Gちゃんの金歯をつけ狙うものの返り討ちにされ、逆に体中にため込んだ黄金を全部奪われてしまった。
沢村栄吉（さわむら えいきち）
暴力団「沢村組」の組長。Gちゃんの元同級生。優秀な学生で、プロ野球選手を目指していたが、時次郎が周囲から「天才」と呼ばれ自分が「秀才」と呼ばれ格下に見られていることに我慢がならず野球勝負を挑むものの秒殺され、折れたクワの破片で顔を傷つけて野球ボールのような傷跡が残ってしまう結果となった。それが原因でグレてヤクザの道に走り、孫に野球をさせるため強引にグラウンドを奪い取る。

### その他
光源次郎（ひかる げんじろう）
6歳の頃、「チビッコ歌まねのど自慢」でデビュー。大変に女癖が悪く、ヤングバージョンになった喜由をナンパするが、最終的にGちゃんに成敗される。
相川舞子（あいかわ まいこ）
人気アイドル歌手。Gちゃんや絶人も大ファンである。Gちゃんによれば、若い頃の喜由に似ているとのこと。
カブ吉
ガンテツのビッグリ・ビッグ化光線で人並みのサイズまで巨大化したカブトムシ。敬と仲良くなり、かつての自分を弱虫に変えた暴れ者のクワガタとの一騎討ちに白星を収めて恐怖を乗り越えた。ビッグ化光線の効き目が切れて小さくなった時には敬のサングラスまで一緒に小さくなってしまったが、敬は友情の証としてカブ吉にプレゼントし、別れを告げた。
にわのまこと
漫画家、ゲスト出演。
茨木政彦
集英社の正社員で、後の『週刊少年ジャンプ』8代目編集長。ゲスト出演。

## サイボーグじいちゃんGの秘密

### 性能
ボディ
機械の体だが、脳と血は生身の人間の頃から残っている。体の中にある血を熱く滾らせると、ストロンガーGに形体変身し、形状記憶合金のボディになる。また、ストロンガーGには応用編が存在する。なお、冷水を浴びるとパワーダウンしてしまう他、海水を浴びると関節部が錆びて動きが鈍る。時々鉱石オイル風呂に入り、その時には俊敏になる。
動力源
「プラズマ堆肥融合・鶏ふんガスエンジン」で、瞬間最大出力1000馬力を誇るが普段はリミッターが掛かっており、ストロンガーG形態になることによってフルパワーが発揮される。メタン・エネルギーを動力源とするエコロジーなもの。
読み切り時は原子炉。放射能漏れを度々引き起こす。
腕
厚さ40センチの鉄板も突き破ることができる。なお、40.1センチでは不可能らしい。作中でも車のドアを引き千切ったりしている。
脚
マッハ2で走る。走っただけで強烈なソニックブームが発生し、アスファルトはめくり上がり、電柱は傾き、ガラス窓は粉砕される。
視力
各種センサーを搭載。
聴力
100m先の針の音すら聞き分ける事ができるが、言葉を聞き間違えるのがたまにキズ。
コミックス第4巻表紙にもボディスペックと思しき内容が書かれているが、明らかに冗談と分かる内容であり、劇中に登場する設定とは一致していない。
また読み切り版ではサポートとしてサブコンピューターが搭載されているが、多少いい加減なのが難点。

### 特殊能力
ヤング・バージョンにより若い頃の姿に変身できるが、多量のエネルギーを消耗するため、30秒間しかもたない。また、最終回で描かれた、力みすぎて若返りすぎたクソガキャ・バージョンも存在する。

### 必殺技
Gメガトン
メタン・エネルギーを爆発させる。最も多く使う必殺技。
火の玉じいちゃんGエンブレム烈風アタック
頭部、胴体、右腕、左腕、右肩、左肩、右太もも、左太もも、右すね足、左すね足、10のパーツに分離し、敵にめがけてGの字を作りながら突撃し、貫通する。
猛烈もうろくキック
通常のキック力に加え、もうろくした手足の震えをプラスし、キックの破壊力を数十倍ものパワーに増幅して、相手に大きなダメージを与える。
入れ歯カミカミ
爆弾入りの入れ歯。噛み付いて離れない。
ガンとばし鉄砲
目玉をマシンガンのように連射して飛ばす。
田植え式早苗爆弾
田植えの苗にそっくりな爆弾を、相手の頭に植え付ける。
エコーメガトン
巨大なタバコ（エコー）の先端にメタン・エネルギーを集中させ、熱を10万度まで上げる。
Gギガトン
最終回でのみ使われた、Gメガトンの1000倍の威力を誇る必殺技。

## 単行本
単行本（全4巻）は長らく絶版だったが、2001年に小畑健による新規描き下ろし表紙の21世紀版（復刻版全2巻）が、集英社のジャンプ・コミックスとして刊行された。なお、初版の単行本に収録されていた読切は、21世紀版では未収録となっている。さらに10年半後、集英社文庫コミック版としても刊行された（全2巻）。
土方茂『CYBORGじいちゃんG』〈ジャンプ・コミックス〉
1. 1990年1月15日第1刷発行、ISBN 4-08-871051-7
2. 1990年4月15日第1刷発行、ISBN 4-08-871052-5
3. 1990年8月15日第1刷発行、ISBN 4-08-871056-8
4. 1990年10月15日第1刷発行、ISBN 4-08-871057-6

復刻版
1. 『CYBORGじいちゃんG 1号』2001年1月6日初版発行、ISBN 4-08-873068-2
2. 『CYBORGじいちゃんG 2号』2001年2月2日初版発行、ISBN 4-08-873081-X